# امزاریوس بنتینیدیس
امزاریوس بنتینیدیس (به یونانی: Εμζάριος Μπετινίδης) (زادهٔ ۱۶ اوت ۱۹۷۵) با نام تولد امزار بدینشویلی (به گرجی: ემზარ ბედინეიშვილი) کشتی‌گیر بازنشسته و مربی کشتی گرجستانی-یونانی است. او که در دسته‌های ۶۹ و ۷۴ کیلوگرم کشتی آزاد رقابت می‌کرد، ملی‌پوش گرجستان در بازی‌های المپیک ۲۰۰۰ سیدنی بود اما در دوره‌های بعدی ۲۰۰۴ آتن و ۲۰۰۸ پکن برای یونان رقابت کرد و به مقام‌های دهم و هشتم رسید.